# Red Lake River
Red Lake River (Français: rivière du lac Rouge) est une rivière du nord-ouest du Minnesota longue de 311 km, la deuxième plus longue rivière qui se trouve entièrement dans l’État, après la rivière Minnesota. La rivière commence sur le côté ouest du lac Lower Red et coule vers l’ouest. Après avoir traversé Thief River Falls, Red Lake Falls et Crookston, elle conflue avec la rivière Rouge du Nord à East Grand Forks. Le terme « Forks » à Grand Forks vient de cette confluence des rivières Red et Red Lake près du centre-ville de Grand Forks.
En tant qu’affluent de la rivière Rouge, la rivière Red Lake a contribué aux fortes inondations de 1997 qui a nécessité l’évacuation de la totalité d’East Grand Forks et de 75 % de Grand Forks.